# Juan de Juni
Juan de Juni oder Jean de Joigny (* 1506 in Joigny, heute Département Yonne; † 1577 in Valladolid) war ein französisch-spanischer Bildhauer und Holzschnitzer. Seine Werke zeichnen sich durch hohe Expressivität und Emotionalität der Darstellung aus.

## Leben
Der Künstler erhielt seine Ausbildung in Frankreich und Italien. Danach berief ihn der Bischof von Porto, um den dortigen Bischofspalast zu errichten. Um 1533 verlegte er seine Tätigkeit nach Spanien, wo er an der Gestaltung der Fassade des Hostal de San Marcos in León mitwirkte. 1540 erhielt er den Auftrag des Bischofs von Mondoñedo, an der Erstellung von dessen Grabmal im Convento de San Francisco (Valladolid) mitzuwirken.
Weitere Arbeiten in Valladolid, Salamanca, León bezeugen das Ansehen des Künstlers unter seinen Zeitgenossen. Anfang 1577 übertrug Juan de Juni aus Gründen nachlassender Gesundheit seine Güterverwaltung seinem Sohn Isaac de Juni. Er verstarb zwischen dem 9. und 17. April 1577.

## Werke (Auswahl)

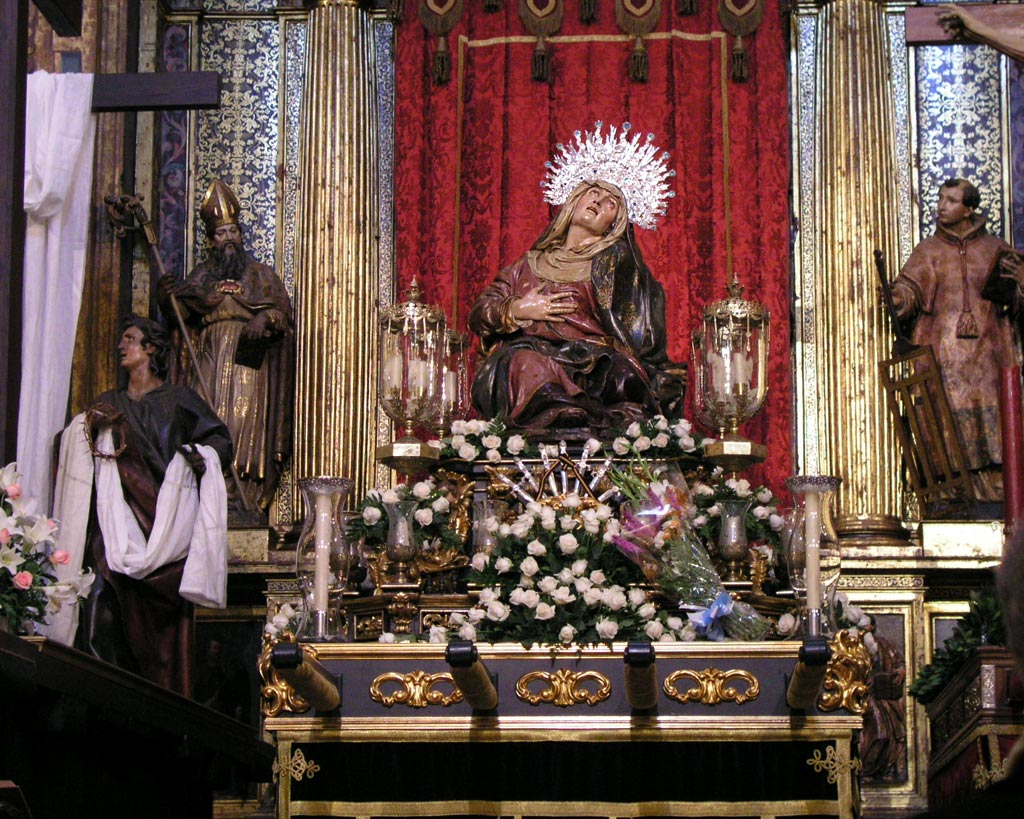
Jungfrau der sieben Schmerzen

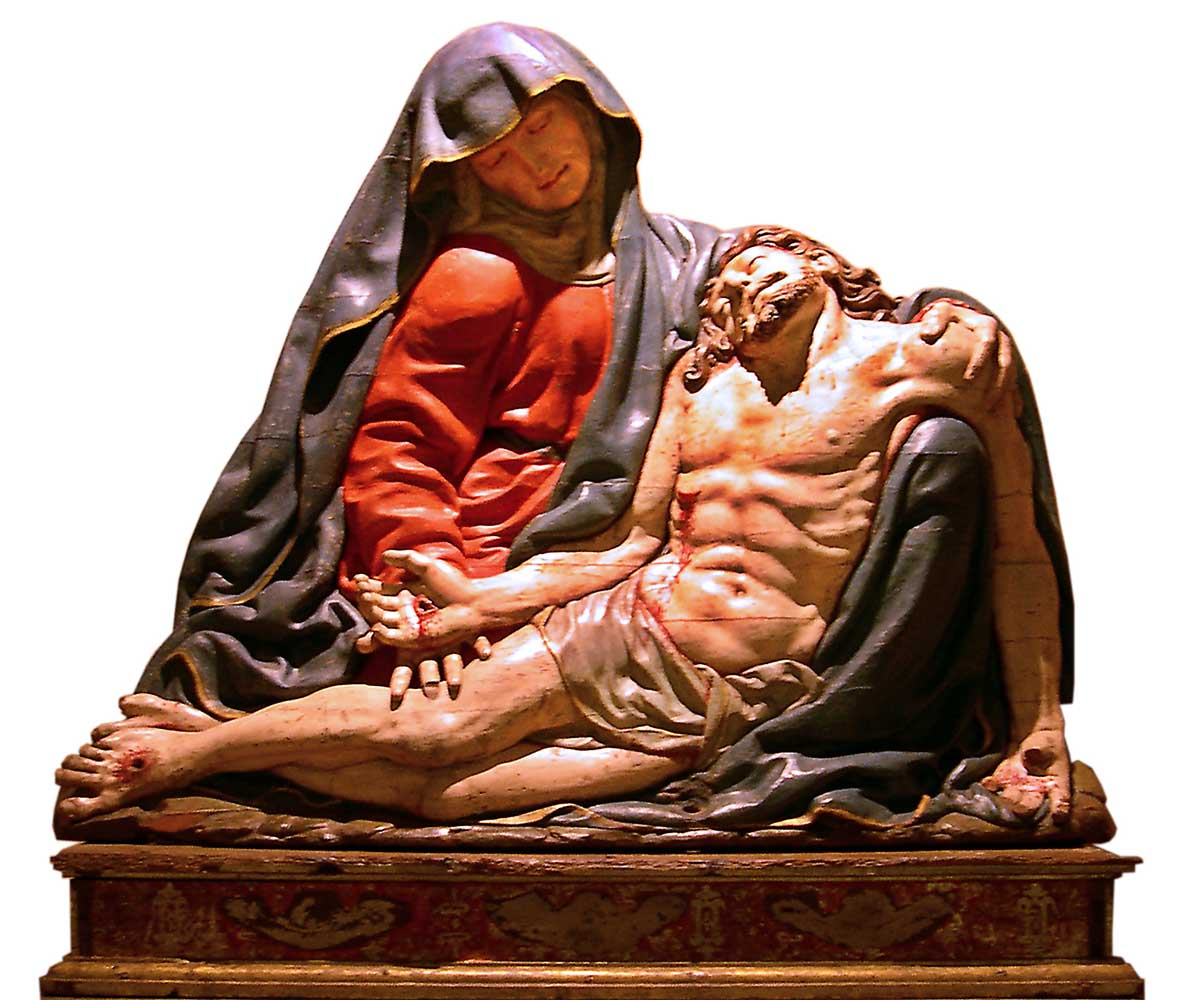
Pietà (um 1575)

- Eine schmerzensreiche Maria, polychrom, um 1570 in der gleichnamigen Kirche von Valladolid, die noch heute bei der Prozession anlässlich der Semana Santa durch die Stadt getragen wird.

- Ein Christus am Kreuz, ebenfalls polychrom, im Kloster Santa Catalina von Valladolid.

- Im Museo Nacional de Escultura in Valladolid befindet sich heute ein Antonius von Padua und in der dem Museum zugehörigen Capilla de la Piedad, eine Grablegung Christi, die einst Teil eines heute verschwundenen Altars war. Diese Grablegung ist von besonderer Qualität. Der Realismus der Darstellung, die Bewegtheit der Gestik und des Faltenwurfs und die reiche Farbigkeit der Fassung kennzeichnen dieses Werk als bedeutende Schöpfung des Frühbarock.

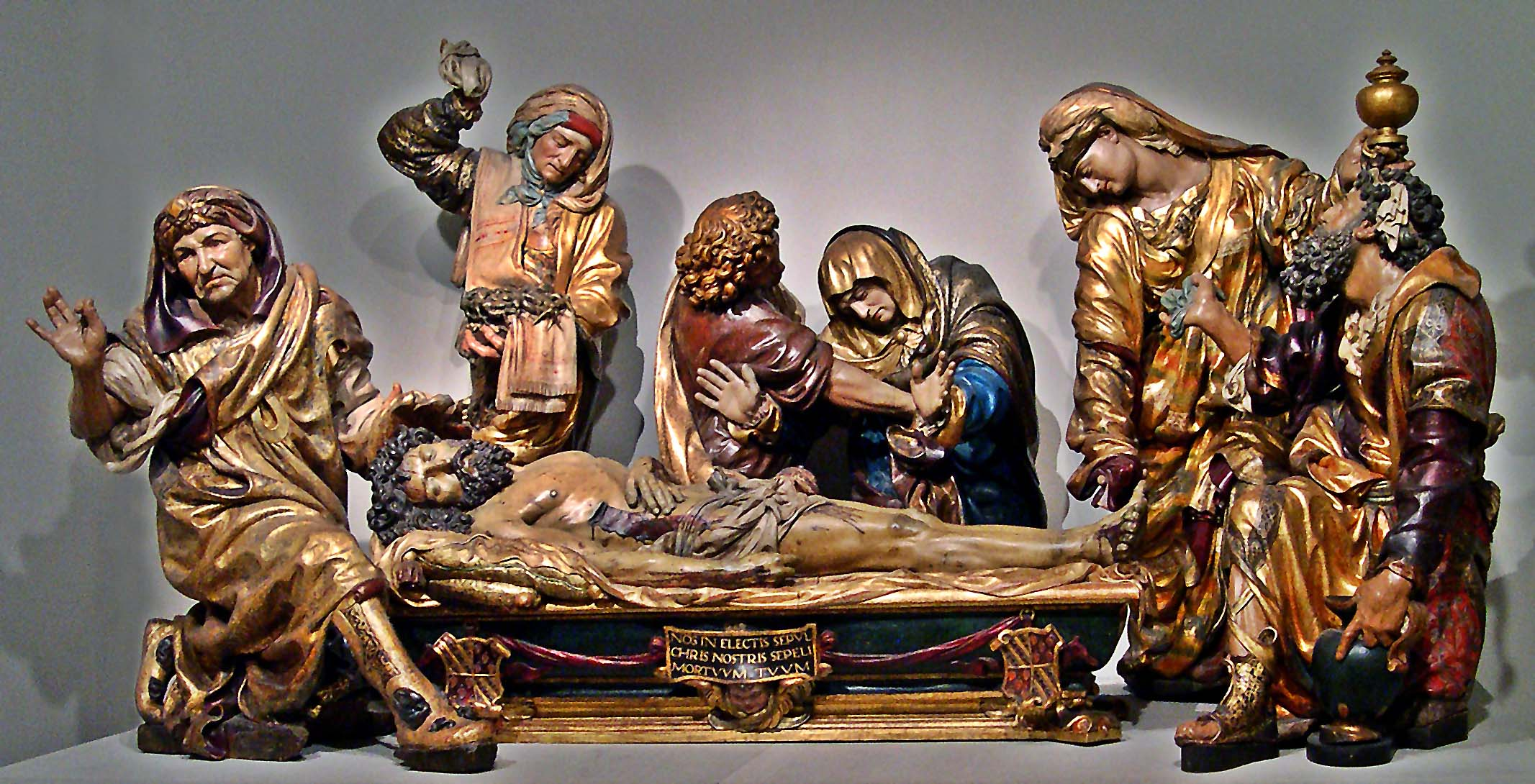
Grablegung, heute im Nationalen Skulpturenmuseum in Valladolid